# 屏東書院
22°40′44″N 120°29′34″E / 22.6787983°N 120.4927919°E
屏東書院是清嘉慶二十年（1815年）建於福建省臺灣府鳳山縣港西里阿猴街（今中華民國臺灣省屏東縣屏東市）的書院，書院的功能廢止後改為屏東孔廟，於民國七十四年（1985年）11月27日公告為三級古蹟，三年後（1988年）名稱改回屏東書院。
該書院原址在屏東市中山公園內，後因市區改正一度有拆除之議，後在東京帝國大學藤島亥治郎博士的建議下，書院於昭和十三年（1938年）11月18日到隔年5月遷建。
日治時期，以本書院為名，將阿緱（屏東市）改為「屏東」。但民間相傳是因「阿緱在半屏山以東」。

## 歷史
西元1815年鳳山縣知縣吳性誠和歲貢生郭萃、林夢陽籌建了這座書院，從此以後到科舉結束時出現了一些知名人物，1937年被拆除重建。

## 圖片集

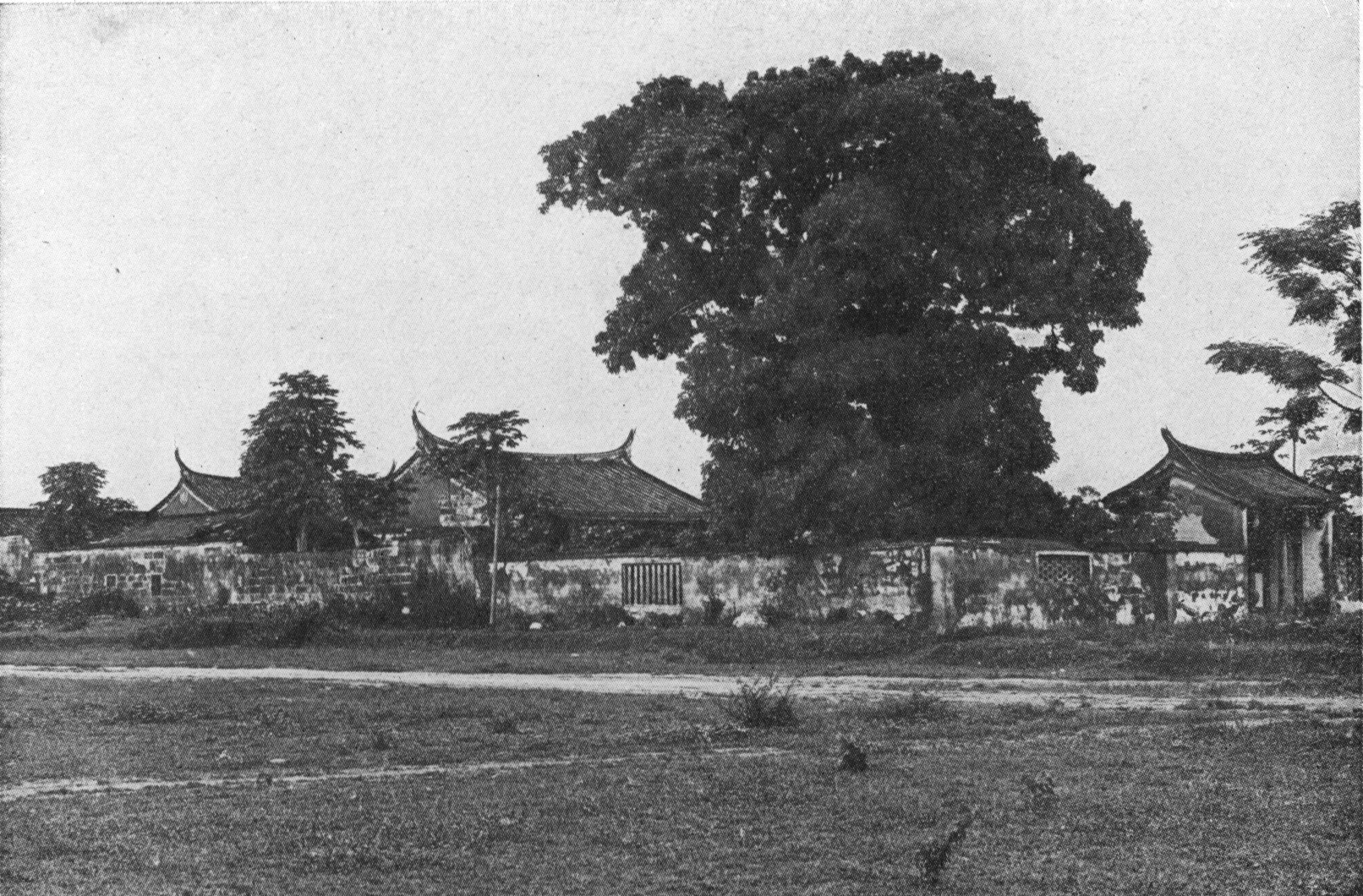
屏東書院舊照
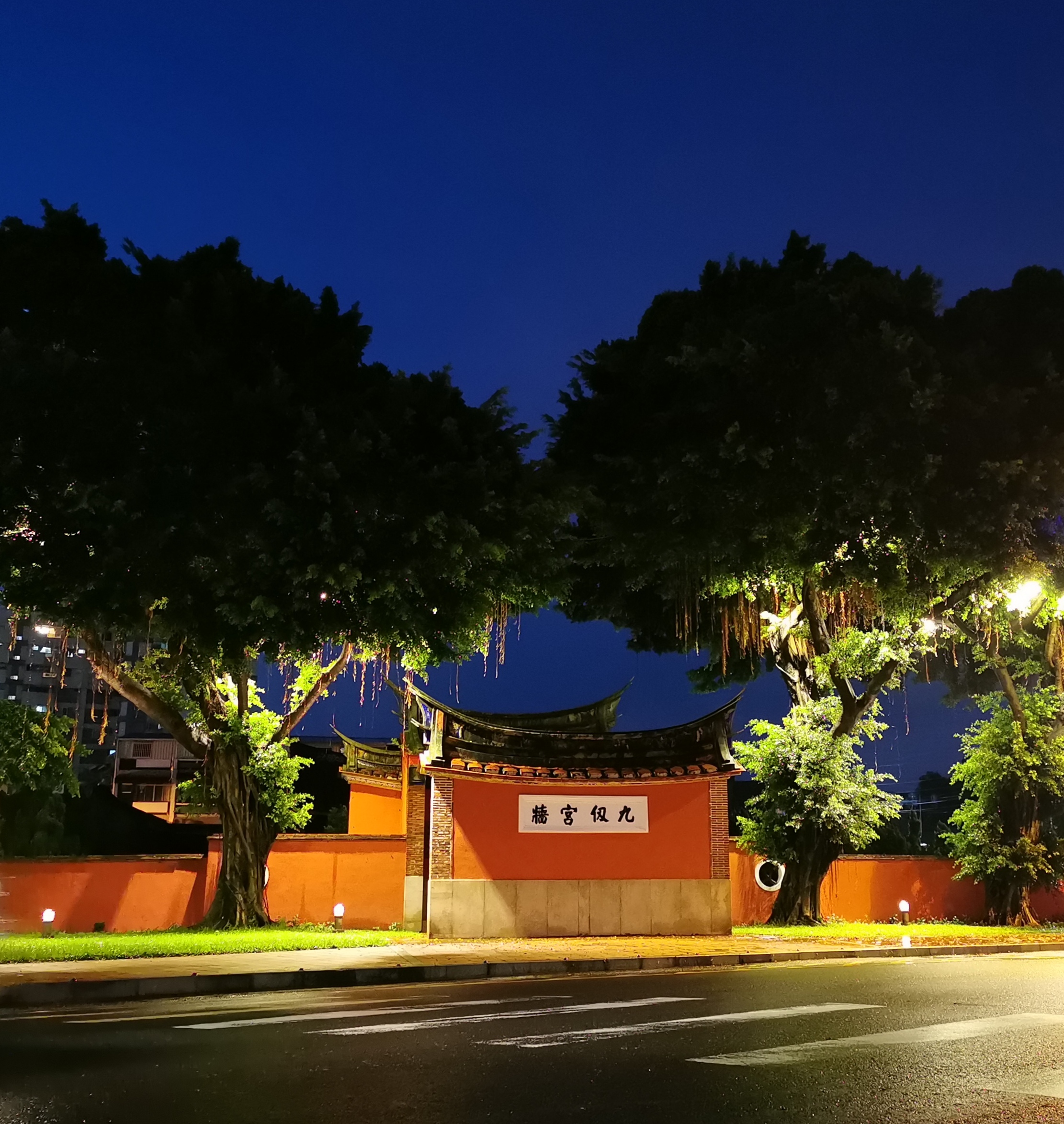
夜晚的屏東書院